# Hamburger Sport-Verein 2019-2020
Questa voce raccoglie le informazioni riguardanti l'Hamburger Sport-Verein nelle competizioni ufficiali della stagione 2019-2020.

## Stagione
Nella stagione 2019-2020 l'Amburgo, allenato da Dieter Hecking, concluse il campionato di 2. Bundesliga al 4º posto. In Coppa di Germania l'Amburgo fu eliminato al secondo turno dallo Stoccarda.

## Rosa
| N. |                        | Ruolo | Calciatore             |
| -- | ---------------------- | ----- | ---------------------- |
| 1  | Portogallo (bandiera)  | P     | Daniel Heuer Fernandes |
| 2  | Germania (bandiera)    | D     | Jan Gyamerah           |
| 4  | Paesi Bassi (bandiera) | D     | Rick van Drongelen     |
| 5  | Brasile (bandiera)     | D     | Ewerton                |
| 6  | Germania (bandiera)    | C     | David Kinsombi         |
| 7  | Germania (bandiera)    | A     | Khaled Narey           |
| 8  | Tunisia (bandiera)     | C     | Jeremy Dudziak         |
| 9  | Grecia (bandiera)      | D     | Kyriakos Papadopoulos  |
| 10 | Germania (bandiera)    | C     | Sonny Kittel           |
| 11 | Stati Uniti (bandiera) | A     | Bobby Wood             |
| 12 | Germania (bandiera)    | P     | Tom Mickel             |
| 13 | Germania (bandiera)    | C     | Christoph Moritz       |
| 14 | Germania (bandiera)    | C     | Aaron Hunt             |
| 15 | Germania (bandiera)    | D     | Jordan Beyer           |
| 16 | Austria (bandiera)     | A     | Lukas Hinterseer       |

| N. |                        | Ruolo | Calciatore         |
| -- | ---------------------- | ----- | ------------------ |
| 17 | Inghilterra (bandiera) | C     | Xavier Amaechi     |
| 18 | Gambia (bandiera)      | A     | Bakery Jatta       |
| 19 | Finlandia (bandiera)   | A     | Joel Pohjanpalo    |
| 20 | Austria (bandiera)     | C     | Louis Schaub       |
| 21 | Germania (bandiera)    | D     | Tim Leibold        |
| 22 | Germania (bandiera)    | D     | Stephan Ambrosius  |
| 22 | Austria (bandiera)     | A     | Martin Harnik      |
| 23 | Spagna (bandiera)      | C     | Jairo              |
| 25 | Paesi Bassi (bandiera) | D     | Timo Letschert     |
| 26 | Germania (bandiera)    | D     | Tobias Knost       |
| 27 | Germania (bandiera)    | D     | Josha Vagnoman     |
| 28 | Germania (bandiera)    | D     | Gideon Jung        |
| 29 | Germania (bandiera)    | C     | Adrian Fein        |
| 32 | Ghana (bandiera)       | C     | Moritz Kwarteng    |
| 33 | Germania (bandiera)    | P     | Julian Pollersbeck |

## Organigramma societario
Area tecnica
- Allenatore: Dieter Hecking
- Allenatore in seconda: Dirk Bremser, Tobias Schweinsteiger
- Preparatore dei portieri: Kai Rabe
- Preparatori atletici: Daniel Müssig, Sebastian Capel

## Calciomercato

### Sessione estiva
| Acquisti | Acquisti               | Acquisti       | Acquisti |
| R.       | Nome                   | da             | Modalità |
| -------- | ---------------------- | -------------- | -------- |
| A        | Martin Harnik          | Werder Brema   |          |
| C        | Xavier Amaechi         | Arsenal U23    |          |
| D        | Timo Letschert         | Sassuolo       |          |
| C        | Jeremy Dudziak         | St. Pauli      |          |
| D        | Ewerton                | Norimberga     |          |
| C        | Adrian Fein            | Jahn Ratisbona |          |
| D        | Jan Gyamerah           | Bochum         |          |
| P        | Daniel Heuer Fernandes | Darmstadt      |          |
| A        | Lukas Hinterseer       | Bochum         |          |
| C        | David Kinsombi         | Holstein Kiel  |          |
| C        | Sonny Kittel           | Ingolstadt 04  |          |
| D        | Tim Leibold            | Norimberga     |          |
| C        | Christoph Moritz       | Darmstadt      |          |
| C        | Matti Steinmann        | Vendsyssel     |          |
| A        | Bobby Wood             | Hannover 96    |          |

| Cessioni | Cessioni              | Cessioni              | Cessioni |
| R.       | Nome                  | a                     | Modalità |
| -------- | --------------------- | --------------------- | -------- |
| C        | Berkay Özcan          | İstanbul Başakşehir   |          |
| A        | Manuel Wintzheimer    | Bochum                |          |
| C        | Vasilije Janjičić     | Zurigo                |          |
| A        | Tatsuya Itō           | Sint-Truiden          |          |
| D        | Gōtoku Sakai          | Vissel Kōbe           |          |
| C        | Matti Steinmann       | Wellington Phoenix    |          |
| D        | David Bates           | Sheffield Weds        |          |
| C        | Arianit Ferati        | Waldhof Mannheim      |          |
| A        | Jann-Fiete Arp        | Bayern Monaco         |          |
| P        | Morten Behrens        | Magdeburgo            |          |
| D        | Douglas Santos        | Zenit San Pietroburgo |          |
| A        | Marco Drawz           | Hannover 96 II        |          |
| A        | Hwang Hee-chan        | Salisburgo            |          |
| C        | Mats Köhlert          | Willem II             |          |
| D        | Léo Lacroix           | Saint-Étienne         |          |
| A        | Pierre-Michel Lasogga | Al-Arabi              |          |
| C        | Orel Mangala          | Stoccarda             |          |
| A        | Aaron Opoku           | Hansa Rostock         |          |
| D        | Patric Pfeiffer       | Darmstadt             |          |

### Sessione invernale
| Acquisti | Acquisti        | Acquisti            | Acquisti |
| R.       | Nome            | da                  | Modalità |
| -------- | --------------- | ------------------- | -------- |
| A        | Joel Pohjanpalo | Bayer Leverkusen    |          |
| D        | Jordan Beyer    | Borussia M'gladbach |          |
| C        | Louis Schaub    | Colonia             |          |

| Cessioni | Cessioni    | Cessioni         | Cessioni |
| R.       | Nome        | a                | Modalità |
| -------- | ----------- | ---------------- | -------- |
| C        | Jonas David | Kickers Würzburg |          |

## Risultati

### 2. Bundesliga

#### Girone di andata
| Arbitro: | Hartmann |

|                 |           |            |
| Hunt 90’ (rig.) | Marcatori | 46’ Skarke |

| Arbitro: | Osmers |

|  |           |                                                        |
|  | Marcatori | 12’ Dudziak 30’ Kittel 72’ Narey 81’ (aut.) Handwerker |

| Arbitro: | Dingert |

|                |           |  |
| Hinterseer 60’ | Marcatori |  |

| Arbitro: | Storks |

|                        |           |                                                 |
| Gordon 76’ Hofmann 88’ | Marcatori | 16’ (rig.) Hinterseer 34’, 67’ Kittel 90’ Jairo |

| Arbitro: | Dankert |

|                                   |           |  |
| Kittel 35’ Kinsombi 59’ Jatta 75’ | Marcatori |  |

| Arbitro: | Jablonski |

|                                          |           |  |
| Diamantakos 18’ van Drongelen 62’ (aut.) | Marcatori |  |

| Arbitro: | Reichel |

|                                                 |           |  |
| Vagnoman 18’ Hinterseer 32’ Harnik 47’ Hunt 63’ | Marcatori |  |

| Arbitro: | Welz |

|                       |           |                                |
| Stolze 29’ Albers 85’ | Marcatori | 72’ (aut.) Nachreiner 75’ Hunt |

| Arbitro: | Heft |

|                        |           |  |
| Dudziak 49’ Kittel 85’ | Marcatori |  |

| Arbitro: | Willenborg |

|          |           |                |
| Klos 50’ | Marcatori | 14’ Hinterseer |

| Arbitro: | Aytekin |

|                                                                        |           |                         |
| Kittel 14’ (rig.), 36’ Jatta 24’ Castro 56’ (aut.) Harnik 76’ Fein 90’ | Marcatori | 33’ González 63’ Mvumpa |

| Arbitro: | Rohde |

|           |           |              |
| Knöll 90’ | Marcatori | 48’ Kinsombi |

| Arbitro: | Dingert |

|           |           |               |
| Serra 43’ | Marcatori | 90’ Letschert |

| Arbitro: | Fritz |

|                         |           |             |
| Kittel 67’ Kinsombi 90’ | Marcatori | 47’ Kreuzer |

| Arbitro: | Reichel |

|                        |           |            |
| Schmidt 37’ Blacha 45’ | Marcatori | 64’ Kittel |

| Arbitro: | Brych |

|  |           |                |
|  | Marcatori | 82’ Föhrenbach |

| Arbitro: | Aytekin |

|           |           |                |
| Žirov 39’ | Marcatori | 75’ Hinterseer |

#### Girone di ritorno
| Arbitro: | Aarnink |

|                 |           |                          |
| Dursun 32’, 58’ | Marcatori | 18’ Hinterseer 45’ Jatta |

| Arbitro: | Schmidt |

|                                                            |           |                |
| Jatta 17’ Hinterseer 28’ (rig.) Kittel 67’ (rig.) Jung 82’ | Marcatori | 51’ Handwerker |

| Arbitro: | Schlager |

|            |           |                                       |
| Zoller 65’ | Marcatori | 68’ Leibold 73’ Pohjanpalo 87’ Kittel |

| Arbitro: | Dankert |

|                     |           |  |
| Hinterseer 67’, 81’ | Marcatori |  |

| Arbitro: | Jöllenbeck |

|              |           |                |
| Teuchert 51’ | Marcatori | 90’ Pohjanpalo |

| Arbitro: | Gräfe |

|  |           |                        |
|  | Marcatori | 20’ Veerman 29’ Penney |

| Arbitro: | Winter |

|                                   |           |  |
| Testroet 39’ Hochscheidt 74’, 88’ | Marcatori |  |

| Arbitro: | Aarnink |

|                        |           |              |
| Letschert 24’ Hunt 50’ | Marcatori | 40’ Grüttner |

| Arbitro: | Hartmann |

|                  |           |                            |
| Nielsen 35’, 90’ | Marcatori | 41’ Pohjanpalo 48’ Dudziak |

| Amburgo 24 maggio 2020, ore 13:30 CEST 27ª giornata | Amburgo | 0 – 0 referto | Arminia Bielefeld | Volksparkstadion (0 spett.)\| Arbitro: \| Zwayer \| |
| Arbitro:                                            | Zwayer  |               |                   |                                                     |

| Arbitro: | Dingert |

|                                         |           |                                |
| Endō 47’ González 60’ (rig.) Castro 90’ | Marcatori | 16’ Pohjanpalo 45’ (rig.) Hunt |

| Arbitro: | Thomsen |

|                                  |           |                           |
| Kinsombi 14’, 76’ Pohjanpalo 27’ | Marcatori | 12’, 57’ (rig.) Schäffler |

| Arbitro: | Dankert |

|                                     |           |                              |
| Hunt 21’ (rig.) Pohjanpalo 23’, 67’ | Marcatori | 9’ Mühling 64’ Iyoha 90’ Lee |

| Arbitro: | Schröder |

|  |           |                |
|  | Marcatori | 84’ Pohjanpalo |

| Arbitro: | Thomsen |

|            |           |           |
| Harnik 35’ | Marcatori | 57’ Heyer |

| Arbitro: | Aytekin |

|                                   |           |                |
| Beyer 80’ (aut.) Kerschbaumer 90’ | Marcatori | 46’ Pohjanpalo |

| Arbitro: | Willenborg |

|                 |           |                                                                           |
| Hunt 62’ (rig.) | Marcatori | 13’ (aut.) van Drongelen 21’, 84’ (rig.) Behrens 88’ Engels 90’ Diekmeier |

### Coppa di Germania
| Arbitro: | Kampka |

|                                                          |                      |                                                              |
| Bozic 57’ (rig.) Langer 68’                              | Marcatori            | 62’ Hinterseer 75’ Kittel                                    |
| Müller Sărmov Bonga Schoppenhauer Tallig Itter Reddemann | Tiri di rigore 5 – 6 | Kittel Hinterseer Narey Wintzheimer Jairo van Drongelen Fein |

| Arbitro: | Dankert |

|                 |           |                                   |
| Hunt 16’ (rig.) | Marcatori | 2’ (rig.) González 113’ Ghaddioui |

## Statistiche

### Statistiche di squadra
| Competizione      | Punti | In casa | In casa | In casa | In casa | In casa | In casa | In trasferta | In trasferta | In trasferta | In trasferta | In trasferta | In trasferta | Totale | Totale | Totale | Totale | Totale | Totale | DR  |
| Competizione      | Punti | G       | V       | N       | P       | Gf      | Gs      | G            | V            | N            | P            | Gf           | Gs           | G      | V      | N      | P      | Gf     | Gs     | DR  |
| ----------------- | ----- | ------- | ------- | ------- | ------- | ------- | ------- | ------------ | ------------ | ------------ | ------------ | ------------ | ------------ | ------ | ------ | ------ | ------ | ------ | ------ | --- |
| 2. Bundesliga     | 54    | 17      | 10      | 4       | 3       | 35      | 20      | 17           | 4            | 8            | 5            | 27           | 26           | 34     | 14     | 12     | 8      | 62     | 46     | +16 |
| Coppa di Germania | -     | 1       | 0       | 0       | 1       | 1       | 2       | 1            | 0            | 1            | 0            | 2            | 2            | 2      | 0      | 1      | 1      | 3      | 4      | -1  |
| Totale            | 54    | 18      | 10      | 4       | 4       | 36      | 22      | 18           | 4            | 9            | 5            | 29           | 28           | 36     | 14     | 13     | 9      | 65     | 50     | +15 |

### Andamento in campionato
| Giornata  | 1 | 2 | 3 | 4 | 5 | 6 | 7 | 8 | 9 | 10 | 11 | 12 | 13 | 14 | 15 | 16 | 17 | 18 | 19 | 20 | 21 | 22 | 23 | 24 | 25 | 26 | 27 | 28 | 29 | 30 | 31 | 32 | 33 | 34 |
| --------- | - | - | - | - | - | - | - | - | - | -- | -- | -- | -- | -- | -- | -- | -- | -- | -- | -- | -- | -- | -- | -- | -- | -- | -- | -- | -- | -- | -- | -- | -- | -- |
| Luogo     | C | T | C | T | C | T | C | T | C | T  | C  | T  | T  | C  | T  | C  | T  | T  | C  | T  | C  | T  | C  | T  | C  | T  | C  | T  | C  | C  | T  | C  | T  | C  |
| Risultato | N | V | V | V | V | P | V | N | V | N  | V  | N  | N  | V  | P  | P  | N  | N  | V  | V  | V  | N  | P  | P  | V  | N  | N  | P  | V  | N  | V  | N  | P  | P  |
| Posizione | 7 | 3 | 1 | 1 | 1 | 2 | 2 | 2 | 1 | 1  | 1  | 1  | 2  | 1  | 2  | 2  | 2  | 2  | 2  | 2  | 2  | 2  | 3  | 3  | 3  | 2  | 2  | 3  | 3  | 3  | 2  | 3  | 4  | 4  |

Legenda:

Luogo: C = Casa; T = Trasferta. Risultato: V = Vittoria; N = Pareggio; P = Sconfitta.

### Statistiche dei giocatori
| Giocatore        | 2. Bundesliga | 2. Bundesliga | 2. Bundesliga | 2. Bundesliga | Coppa di Germania | Coppa di Germania | Coppa di Germania | Coppa di Germania | Totale   | Totale | Totale      | Totale     |
| Giocatore        | Presenze      | Reti          | Ammonizioni   | Espulsioni    | Presenze          | Reti              | Ammonizioni       | Espulsioni        | Presenze | Reti   | Ammonizioni | Espulsioni |
| ---------------- | ------------- | ------------- | ------------- | ------------- | ----------------- | ----------------- | ----------------- | ----------------- | -------- | ------ | ----------- | ---------- |
| X. Amaechi       | 2             | 0             | 0             | 0             | 1                 | 0                 | 0                 | 0                 | 3        | 0      | 0           | 0          |
| S. Ambrosius     | 1             | 0             | 0             | 0             | 0                 | 0                 | 0                 | 0                 | 1        | 0      | 0           | 0          |
| D. Bates         | 0             | 0             | 0             | 0             | 0                 | 0                 | 0                 | 0                 | 0        | 0      | 0           | 0          |
| J. Beyer         | 11            | 0             | 4             | 0             | 0                 | 0                 | 0                 | 0                 | 11       | 0      | 4           | 0          |
| J. David         | 1             | 0             | 0             | 0             | 0                 | 0                 | 0                 | 0                 | 1        | 0      | 0           | 0          |
| J. Dudziak       | 28            | 3             | 2             | 0             | 2                 | 0                 | 0                 | 0                 | 30       | 3      | 2           | 0          |
| E. Ewerton       | 5             | 0             | 0             | 0             | 0                 | 0                 | 0                 | 0                 | 5        | 0      | 0           | 0          |
| J. Fabisch       | 0             | 0             | 0             | 0             | 0                 | 0                 | 0                 | 0                 | 0        | 0      | 0           | 0          |
| A. Fein          | 31            | 1             | 2             | 0             | 2                 | 0                 | 1                 | 0                 | 33       | 1      | 3           | 0          |
| D. Fernandes     | 28            | 0             | 1             | 0             | 2                 | 0                 | 0                 | 0                 | 30       | 0      | 1           | 0          |
| J. Gyamerah      | 9             | 0             | 1             | 0             | 1                 | 0                 | 1                 | 0                 | 10       | 0      | 2           | 0          |
| M. Harnik        | 23            | 3             | 0             | 0             | 0                 | 0                 | 0                 | 0                 | 23       | 3      | 0           | 0          |
| L. Hinterseer    | 29            | 9             | 4             | 0             | 2                 | 1                 | 0                 | 0                 | 31       | 10     | 4           | 0          |
| A. Hunt          | 23            | 7             | 3             | 0             | 1                 | 1                 | 0                 | 0                 | 24       | 8      | 3           | 0          |
| J. Jairo         | 14            | 1             | 1             | 0             | 2                 | 0                 | 0                 | 0                 | 16       | 1      | 1           | 0          |
| B. Jatta         | 31            | 4             | 4             | 1             | 2                 | 0                 | 1                 | 0                 | 33       | 4      | 5           | 1          |
| G. Jung          | 24            | 1             | 4             | 1             | 2                 | 0                 | 0                 | 0                 | 26       | 1      | 4           | 1          |
| D. Kinsombi      | 27            | 5             | 0             | 0             | 2                 | 0                 | 0                 | 0                 | 29       | 5      | 0           | 0          |
| S. Kittel        | 31            | 11            | 0             | 0             | 2                 | 1                 | 0                 | 0                 | 33       | 12     | 0           | 0          |
| T. Knost         | 0             | 0             | 0             | 0             | 0                 | 0                 | 0                 | 0                 | 0        | 0      | 0           | 0          |
| M. Kwarteng      | 0             | 0             | 0             | 0             | 0                 | 0                 | 0                 | 0                 | 0        | 0      | 0           | 0          |
| T. Leibold       | 34            | 1             | 4             | 0             | 2                 | 0                 | 1                 | 0                 | 36       | 1      | 5           | 0          |
| T. Letschert     | 24            | 2             | 2             | 0             | 0                 | 0                 | 0                 | 0                 | 24       | 2      | 2           | 0          |
| T. Mickel        | 0             | 0             | 0             | 0             | 0                 | 0                 | 0                 | 0                 | 0        | 0      | 0           | 0          |
| C. Moritz        | 8             | 0             | 2             | 0             | 1                 | 0                 | 0                 | 0                 | 9        | 0      | 2           | 0          |
| K. Narey         | 16            | 1             | 0             | 0             | 2                 | 0                 | 1                 | 0                 | 18       | 1      | 1           | 0          |
| A. Onana         | 0             | 0             | 0             | 0             | 0                 | 0                 | 0                 | 0                 | 0        | 0      | 0           | 0          |
| K. Papadopoulos  | 2             | 0             | 1             | 0             | 0                 | 0                 | 0                 | 0                 | 2        | 0      | 1           | 0          |
| J. Pohjanpalo    | 14            | 9             | 2             | 0             | 0                 | 0                 | 0                 | 0                 | 14       | 9      | 2           | 0          |
| J. Pollersbeck   | 6             | 0             | 2             | 0             | 0                 | 0                 | 0                 | 0                 | 6        | 0      | 2           | 0          |
| L. Schaub        | 12            | 0             | 1             | 0             | 0                 | 0                 | 0                 | 0                 | 12       | 0      | 1           | 0          |
| J. Vagnoman      | 16            | 1             | 2             | 0             | 1                 | 0                 | 0                 | 0                 | 17       | 1      | 2           | 0          |
| M. Wintzheimer   | 1             | 0             | 0             | 0             | 1                 | 0                 | 0                 | 0                 | 2        | 0      | 0           | 0          |
| B. Wood          | 6             | 0             | 0             | 0             | 0                 | 0                 | 0                 | 0                 | 6        | 0      | 0           | 0          |
| R. van Drongelen | 32            | 0             | 5             | 0             | 2                 | 0                 | 1                 | 0                 | 34       | 0      | 6           | 0          |
| B. Özcan         | 0             | 0             | 0             | 0             | 0                 | 0                 | 0                 | 0                 | 0        | 0      | 0           | 0          |